# Charikar
Charikar (dari: چاریکار) er en by i det nordlige Afghanistan. Byen er hovedstad i provinsen Parvan og har et befolkningstal på ca. 171.200 (2015) indbyggere.
- Wikimedia Commons har flere filer relateret til Charikar